# Печурке (Отписани)
Печурке је пета епизода телевизијске серије „Отписани“, снимљене у продукцији Телевизије Београд и Централног филмског студија „Кошутњак“. Премијерно је приказана у Социјалистичкој Федеративној Републици Југославији 19. јануара 1975. године на Првом програму Телевизије Београд.

## Синопсис
Тихи (Воја Брајовић) долази у складиште где се налази Општинско узгајалиште печурки и сусреће се са Бранком (Рамиз Секић), који га обавештава да дође увече у шест сати на састанак. Цибе (Ратислав Јовић) и Зоран (Мида Стевановић) прелазе из Земуна у Београд, улазећи на брод у Земуну усташки поручник их упозорава да им визе трају три дана и да пазе на рок. По доласку у Београд, они одлазе у узгајалиште печурки, где се сусрећу са Тихим и Прлетом и потом долазе до агронома Бранка, код кога је и Паја Бакшиш (Мики Манојловић). Бранко потом упознаје Тихог, Прлета и Пају са Зораном и Цибијем говорећи да су они стручњаци за телефонију и да ће им помоћи у извршењу акције. Зоран говори да је ова акција веома важна и да је наредбу за њу дао Главни штаб. Као главни проблем за припрему извођења ове акције он наводи то што немају план зграде телефонске централе и пита их да ли би могли да помогну у проналажењу планова зграде и даје им мали фотоапарат. Потом Зоран разговара са Бранком и каже му да му Прле, Тихи и Паја не уливају велико поверење јер су млади, али га Бранко теши говорећи му да су они искусни и да су учествовали у многим акцијама. Цибе, Тихи и Паја долазе испред зграде телефонске централе и посматрају улаз у зграду и обезбеђење.
Прле доноси печурке у стан министра (Јанез Врховец) и поздравља се са служавком Маријом (Весна Пећанац), коју познаје од раније. Она га упозорава да су у стану гости и одводи га у кухињу. За то време у другом делу стана министар игра покер са немачким генералом (Иван Манојловић) и још двојицом. Док Прле и Марија разговарају у кухињу улази министрова супруга Меланија (Нада Касапић) и позива Марију да дође јер јој је потребна. Марија одмах потом Прлета одводи у своју собу. Паја долази у стан код Бранка, где затиче Тихог и Цибета, који прави експлозивну направу. Тихи прекорава Пају што касни и што се вади да је наишао на рацију, а потом Паја Тихом коментарише како нема превише поверења у експлозивне направе које прави Цибе. Марија долази у собу код Прлета и разговарају, а потом спавају.
Паја, Тихи и Бранко се налазе у гаражи и коментаришу како још нема омладинаца који треба да дођу са украденим колима. За то време двојица омладинаца — Мицко (Зоран Ђорђевић) и Коле (Слободан Алексић) испред једне куће посматрају аутомобил немачког официра који је дошао код љубавнице. Приликом крађе аутомобила они имају проблем са паљењем, али крају успевају да га упале и оду. Немац потом изтрчава из куће и безуспешно пуца на њих.
Прле види да је Марија заспала и искарада се из кревета и одлази у министрову канцеларију, где у сефу проналази документа у којима је план телефонске централе и потом узима део плана о складишту горива, док остатак фотографише. За то време министар, који губи у покеру одлази у канцеларију да узме још новца. Док министар улази у канцеларију, Прле се скрива иза леве завесе. Министар при изласку из канцеларије примећује неко шушкање код прозора и узима пиштољ, али по доласку код прозора затиче маче. По министровом одласку, прле напушта канцеларију и одлази из стана. Бранко, Тихи и Паја у гаражи разгледају аутомобил који су им довезли омладинци.
Министарка Меланија улази у собу код служавке Марије и затиче пепељару пуну пикаваца, а потом позива Марију и пита је да ли је неко био ноћас код ње и чији су пикавци. Она одговара да је она пушила и да јој је цигаре дао министар, што министарки буди сумњу. Министар у канцеларији слаже новац од покера у сеф, а затим улази министарка која га оптужује да је био са служавком. Бранко, Зоран, Циби, Тихи, Прле и Паја гледају фотографије плана телефонске централе и договарају се око плана акције. Министар у сефу претражује документа и схвата да му недостаје део планова. Потом позива Специјалну полицију и тражи да му пошаљу агенте. Министар се потом жали жени да су му нестала документа и њена сумња тада почиње да пада на служавку.
Агенти Лимар (Душан Вујиновић) и Гојко (Предраг Милинковић) долазе у стан код министра и после разговора са њим позивају Марију и питају је ко је био синоћ код ње, а потом почињу да је бију. После батина она им одговара да је код ње био њен момак Прле из узгајалишта печурки. Пуковник Милер (Рудолф Улрих) разговара телефоном и потом у канцеларију улази мајор Кригер (Стево Жигон). Милер га тада обавештава да су из стана једног од Недићевих министара украдена документа о складишту горива. Кригер потом каже да ће то бити згодна прилика да похватају бандите. Милер се слаже са идејом и наређује му да организује акцију.
Тихи се поздравља са Бранком и одлази из узгајалишта печурки. Убрзо потом агенти Специјалне полиције, предвођени Лимаром и Гојком долазе у узгајалиште и Бранку говоре да су дошли по Прлета. Он им одговара да је он данас слободан, а они му тада саопштавају да је и он ухапшен и да ће морати да их одведе до Прлетове куће. Приликом одвођења, Бранко успева да се отргне агентима и улази с њима у оружани обрачун, покушавајући да побегне из складишта. Успева да убије два агента, али и он сам бива смртно погођен на излазу из узгајалишта.
Прле, Тихи, Паја и Циби, преобучени у немачке војнике са колима долазе испред телефонске централе. Паја остаје да дежура у колима, док Тихи, Прле и Циби излазе из кола и улазе у зграду. Пењу се уз степенице и на једном од спратова савладавју немачког војника који им тражи документа и потом улазе у канцеларију, где савладавају још једног војника. Затим Тихи савладава још једног војника и потом почињу да постављају експлозив по згради телефонске централе. Док они постављају експлозив, Паја излази из кола и покушава да започне разговор са стражаром испред зграде нудећи му цигарете. Недуго затим почиње да се чује аларм из зграде централе и убрзо испред зграде долазе кола са војницима који улазе у зграду. Паја тада убија стражара, склања његово тело иза степеница и почиње да стражари успред улаза. Прле, Тихи и Циби, се крећу по згради правећи се да јуре бандите. Наједном двојица војника заустављају Прлета и Тихог, али их Циби убија и потом настављају да беже. Излазе из зграде и трче према колима, пред колима Циби почиње да броји експолозије у згради и тада истрачавају двојица војника који га рањавају. Уносе га у кола и одлазе, али Циби умире од последица рањавања.

## Улоге
Списак глумаца и ликова који се појављују у епизоди „Печурке“:
| Глумац             | Улога               |
| ------------------ | ------------------- |
| Драган Николић     | Прле                |
| Војислав Брајовић  | Тихи                |
| Предраг Манојловић | Паја                |
| Растислав Јовић    | Цибе                |
| Рамиз Секић        | Бранко              |
| Мида Стевановић    | Зоран               |
| Рудолф Улрих       | Милер               |
| Стево Жигон        | Кригер              |
| Јанез Врховец      | Министар            |
| Нада Касапић       | Министарка Меланија |
| Весна Пећанац      | Служавка Марија     |
| Душан Вујиновић    | Лимар               |
| Предраг Милинковић | Гојко               |
| Иван Манојловић    | Генерал             |
| Зоран Ђорђевић     | Мицко               |
| Слободан Акексић   | Коле                |
| Брана Дамјановић   | Усташки поручник    |
| Божидар Павићевић  | Динст               |
| Мирослав Бијелић   | Бауер               |
| Ранко Ковачевић    | Стражар             |